# Tani Sōyō
Tani Sōyō (谷宗養) (1526–1563), fils de Tani Sobuko, est réputé pour être un des plus talentueux compositeurs de renga de son époque. Il est principalement connu pour être le rival du célèbre poète Satomura Joha, maître du vers lié après la mort de Sōyō.